# 육중주
육중주(六重奏, sextet, hexad)는 6개의 독주악기로 된 중주이다. 악기만으로 편성된 것, 관악기만으로 편성된 것, 피아노를 더한 것, 또는 현악기와 관악기를 혼성한 것 등 여러 가지가 있다. 이와 같은 6중주곡은 베토벤 때에 이르러 인정받게 되었다. 그 이전에도 디베르티멘토나 세레나데로 6중주 또는 그 이상의 편성으로 된 중주가 쓰이기도 하였다. 그리고 베토벤 등의 6중주-8중주곡은 실제에서 디베르티멘토나 세레나데의 흐름을 계승한 것으로 볼 수 있다. 베토벤에게는 클라리넷2·호른2·파곳2로 된 것과 현악 4중주에 2개의 호른을 더한 것이 있다. 브람스의 것은 바이올린2·비올라2·첼로2의 편성인데, 멘델스존에는 현악 4중주에 피아노와 콘트라베이스를 더한 6중주곡이 있다(작품 20).

## 록, 헤비메탈, 힙합 부문의 육중주
- 올맨 브라더스 밴드
- 블론디
- 크레이들 오브 필스
- 다크 트랭퀼리티 (1998년 이후)
- 더 데블 웨어스 프라다
- 디무 보거
- 두비 브라더스
- 에피카
- 푸 파이터스
- 포리너
- 여자친구
- 건즈 앤 로지스 (1990-1998년)
- 휴먼 리그 (1981-1995년)
- 일 니뇨
- INXS
- 아이언 메이든 (1999년 이후)
- 잭슨 5 (1975-1976년, 1983-1985년)
- 제퍼슨 에어플레인
- 캔자스
- 킹 크림슨
- 린킨 파크
- 뉴 에디션
- 나이트위시
- 프로콜 하럼
- 푸시캣 돌스 (2008-2010년, 2019년-현재 오중주)
- 람슈타인
- 메이데이 퍼레이드
- 소일워크
- 스틱스
- 더 버스데이 매서커
- 언더오스
- 화이트채플
- 화이트스네이크

## 기타 육중주
- 프랑시스 풀랑크
- 도흐나니 에르뇌
- 크시슈토프 펜데레츠키